# 28 tháng 11
Ngày 28 tháng 11 là ngày thứ 332 (333 trong năm nhuận) trong lịch Gregorius. Còn 33 ngày trong năm.

## Sự kiện
- 936 – Với sự giúp đỡ của hoàng đế Khiết Đan Da Luật Đức Quang, Thạch Kính Đường lên ngôi hoàng đế, khởi đầu triều Hậu Tấn.
- 1470 – Vua Lê Thánh Tông hạ chiếu lệnh xuất quân đánh Chiêm Thành.
- 1787 – Đại diện của Quốc vương Louis XVI của Pháp là Armand Marc cùng đại diện của Nguyễn Ánh là Bá Đa Lộc ký kết hiệp ước Tương trợ tấn công và phòng thủ tại Lâu đài Versailles.
- 1893 – Trong tổng tuyển cử tại New Zealand, phụ nữ lần đầu tiên bỏ phiếu trong bầu cử cấp quốc gia.
- 1912 – Albania tuyên bố độc lập khỏi Đế quốc Ottoman.
- 1929 – Richard E. Byrd cùng cơ trưởng Bernt Balchen, phi công Harold Irving June và nhiếp ảnh gia Ashley Chadbourne McKinley đã lái máy bay Ford Trimotor trở thành nhóm người đầu tiên bay qua Nam Cực.
- 1958 – Tchad, Cộng hòa Congo, và Gabon trở thành các nước cộng hòa tự trị bên trong thành phần Đế quốc thực dân Pháp.
- 1975 – Đông Timor tuyên bố độc lập khỏi Bồ Đào Nha.
- 1979 – Một chiếc máy bay của Air New Zealand đâm vào núi Erebus ở Nam Cực khiến toàn bộ 257 người trên máy bay tử vong.
- 1989 –  Đối mặt với những phản đối trong Cách mạng Nhung, Đảng Cộng sản Tiệp Khắc tuyên bố từ bỏ [[Hệ thống đơn đảng|hệ thống chính trị đ

## Sinh
- 1118 – Manuel I Komnenos, hoàng đế của Đế quốc Đông La Mã (m. 1180)
- 1592 - Hoàng Thái Cực, hoàng đế thứ hai của nhà Thanh trong lịch sử Trung Quốc
- 1632 – Jean-Baptiste Lully, nhà soạn nhạc người Ý-Pháp (m. 1687)
- 1757 – William Blake, thi nhân và họa sĩ người Anh (m. 1827)
- 1811 – Maximilian II, quốc vương của Vương quốc Bayern thuộc Liên minh các quốc gia Đức (m. 1864)
- 1820 – Friedrich Engels, triết gia người Đức (m. 1895)
- 1880 – Aleksandr Aleksandrovich Blok, thi nhân người Nga (m. 1921)
- 1881 – Stefan Zweig, tác gia, nhà soạn kịch và nhà báo người Áo (m. 1942)
- 1908 – Claude Lévi-Strauss, nhà nhân loại học người Pháp (m. 2009)
- 1915 – Konstantin Simonov, tác gia người Nga tại Liên Xô (m. 1979)
- 1927 – Abdul Halim, Quốc vương của Vương quốc Kedah thuộc Liên bang Malaysia
- 1941 – Laura Antonelli, diễn viên người Ý
- 1950 – Russell Alan Hulse, nhà vật lý học người Mỹ, đoạt Giải Nobel Vật lý
- 1960 – John Galliano, nhà thiết kế thời trang người Gibraltar-Anh
- 1962 – Trần Khả Tân, diễn viên Hồng Kông
- 1967 – Anna Nicole Smith, người mẫu và diễn viên người Mỹ (m. 2007)
- 1967 – Murata Renhō, chính khách người Nhật gốc Đài Loan
- 1969 – Lexington Steele, diễn viên khiêu dâm người Mỹ
- 1977 – Fabio Grosso, cầu thủ bóng đá người Ý
- 1983 - Đăng Khôi, ca sĩ người Việt Nam
- 1984 – Mary Elizabeth Winstead, diễn viên người Mỹ
- 1985 – Álvaro Pereira, cầu thủ bóng đá người Uruguay
- 1987 – Karen Gillan, nữ diễn viên, đạo diễn, người mẫu người Scotland và Song Kyung-il, ca sĩ, thành viên nhóm nhạc nam History.
- 1991 – Huỳnh Như, nữ cầu thủ bóng đá người Việt Nam
- 2000 - Dịch Dương Thiên Tỉ, thành viên nhóm nhạc TFBOYS, ca sĩ, diễn viên người Trung Quốc

## Mất
- 741 – Giáo hoàng Grêgôriô III
- 819 – Liễu Tông Nguyên, văn học gia nhà Đường (s. 773)
- 1262 – Thân Loan (Shinran), hòa thượng người Nhật Bản (s. 1173)
- 1680 – Gian Lorenzo Bernini, nhà điêu khắc người Ý (s. 1598)
- 1694 – Matsuo Bashō, nhà thơ người Nhật Bản (s. 1644)
- 1763 – Naungdawgyi, quốc vương tại Myanmar (s. 1734)
- 1859 – Washington Irving, tác gia và sử gia người Mỹ (s. 1783)
- 1915 – Mubarak Al-Sabah, quân chủ Kuwait (s. 1896)
- 1921 – Abdu’l-Bahá, con trai cả của Bahá'u'lláh và người đứng đầu của tôn giáo Bahá'í từ 1892 đến 1921 (s. 1844)
- 1947 – Philippe Leclerc de Hauteclocque, tướng lĩnh người Pháp (s. 1902)
- 1951 - Nam Cao, nhà văn Việt Nam (s. 1917)
- 1954 – Enrico Fermi, nhà vật lý học người Ý, đoạt Giải Nobel Vật lý (s. 1901)
- 1962 – Wilhelmina, nữ vương của Vương quốc Hà Lan (s. 1880)
- 1992 - Nhạc sĩ Y Vân (s. 1933)
- 2020 – David Prowse (s. 1935)

## Ngày lễ và kỷ niệm
- Việt Nam: Ngày Lâm nghiệp Việt Nam